# アルコDH643形ディーゼル機関車
アルコDH643は、アメリカ合衆国において初めて製造された液体式ディーゼル機関車である。1964年9月にアルコ（アメリカン・ロコモティブ）で3両が製造された。アルコ製の251C型ディーゼルエンジンを2基搭載し、合計出力は4,300馬力(3,200kW)であった。変速機はフォイト製で、車軸配置はC-C。センチュリー・シリーズのひとつであった。

## 解説
本形式は3両ともサザン・パシフィック鉄道(SP)に納められ、ロードナンバーは9018号から9020号とされた。ロードナンバーは、のちに9150-9152、さらに9800-9802とされた。当時、SPではクラウス＝マッファイ製の液体式機関車のML-4000を使用しており、本形式は、それらとあわせて平坦な地形であるカリフォルニア州サンホワキン・バレーで使用された。
故障の多さ、また変速機が外国の設計であったことから、SPは1970年には使用を停止し、1973年には解体してしまった。